# Voetbalvereniging Woonwagen Kamp Emmen
Il WKE (Woonwagenkamp Emmen) è una società calcistica olandese con sede a Emmen.

## Storia
Il WKE fu fondato il 14 giugno 1966. Il club venne promosso in Hoofdklasse nel 1981. Dal 1981 il WKE è stato retrocesso nella Eerste Klasse due volte: nel 1998 e nel 2004. Il WKE ha vinto la sua divisione della Hoofdklasse nella stagione 2006-07 ed è stato campione nazionale dilettanti nel 2008-09.

## Palmarès
- Hoofdklasse Titolo di divisione:
  - Vincitore (2): 2006-07, 2008-09
- Hoofdklasse Titolo di Domenica:
  - Vincitore (1): 2008-09
- Hoofdklasse Titolo nazionale:
  - Vincitore (1): 2008-09

## Giocatori celebri
- Joseph Oosting
- Michel van Oostrum
- Andy van der Meyde